# Ordensborgen Malbork
Ordensborgen Malbork (polsk: Zamek w Malborku; tysk: Ordensburg Marienburg) er en borg opført i 1200-tallet af Den Tyske Orden i byen Malbork i Polen. Det er verdens største borg mål på det areal den omslutter, og den er på UNESCOs Verdensarvsliste.
Den blev opført af Den Tyske Orden, der var en tysk katolsk religiøs orden af korsriddere, som en ordensborg. Ordenen gav den navnet Marienburg til ære for Jomfru Maria. I 1457 under trettenårskrigen solgte böhmiske lejesoldater den til kong Casimir 4. af Polen som godtgørelse, og den har siden været residens for adskillige af Polens regenter og sæde for polske embedsfolk og institutioner, kun afbrudt af nogle års svensk besættelse i to omgange i 1600-tallet. Den fungerede til den første deling af Polen i 1772. Siden var borgen under det Tyske Kejserrige i 170 år til 1945.
Borgen er et klassisk eksempel middelalderarkitektur i teglstensgotik og på en middelalderborg og var ved færdiggørelsen verdens største fæstning i teglsten. UNESCO optog borgen og museet på Verdensarvslisten i december 1997. Det er på listen sammen med "middelalderbyen Toruń", der blev grundlagt i 1231.
Ordensborgen Malbork er fra 1994 et af Polens officielle nationale historiske monumenter (Pomnik historii). Den bliver drevet af National Heritage Board of Poland.

## Eksterne henvhsininger
- Wikimedia Commons har flere filer relateret til Ordensborgen Malbork
- Malbork Castle Museum
- "Malbork", Castles of Poland
- History and photos of the Malbork castle (polsk)